# Orson Welles
George Orson Welles, ameriški režiser, novinar, igralec in radijec, * 6. maj, 1915, Kenosha, Wisconsin, † 10. oktober, 1985, Los Angeles, Kalifornija.
Svojo kariero je začel v gledališču in se kmalu preizkusil tudi na radiu kot voditelj, scenarist in producent. Postal je svetovno znan, ko je 30. oktobra 1938 po radiu predvajal igro Vojna svetov, ustvarjeno po knjižni predlogi H. G. Wellsa. Igra, ki je v slogu poročil zelo prepričljivo opisovala invazijo Marsovcev, je povzročila paniko med poslušalci, ki so preslišali uvodno razlago, da ne gre resnični dogodek.
Uspeh Vojne svetov mu je odprl vrata v Hollywood, kjer se je preizkusil v več vlogah. Welles je najbolj znan po filmu Državljan Kane iz leta 1941, ki ga mnogi kritiki ocenjujejo kot najboljši film vseh časov. Pri filmu je sodeloval kot scenarist, producent, režiser in igralec. Zanj je prejel oskarja za najboljši scenarij leta 1941.